# Jadwiga Skrzyńska
Jadwiga Skrzyńska, z domu Pituła (stąd Pitulanka), primo voto Michalska (ur. 19 czerwca 1912 w Dźwiniaczu, zm. 13 marca 1950 w Lublińcu) – polska inżynier, doktor agronomii, pilotka samolotów.

## Życiorys
Urodziła się około 1913 w Dźwiniaczu jako Jadwiga Barbara Pituła. Była córką Karola i Marii z domu Nowakowskiej.
Uczyła się w gimnazjum we Lwowie, a egzamin dojrzałości zdała w 1901 w gimnazjum matematyczno-przyrodniczym w Cieszynie. W 1936 na Wydziale Rolniczym Uniwersytetu Jagiellońskiego ukończyła studia z dyplomem inżyniera. Zajmowała się agrolotnictwem w zakresie przenoszenia się w powietrzu drobnych owadów skutkujących kontrolą transmisji szkodników roślin. W 1936 ukazała się jej publikacja pt. Samolot na usługach zwalczania szkodników i chorób roślinnych. Podczas przygotowywania swojej pracy naukowej wykonała kilkadziesiąt lotów. 8 lutego 1938 na Uniwersytecie Jagiellońskim odbyła się promocja jej doktoratu w zakresie agronomii na podstawie pracy pt. Wyniki zastosowania samolotu do mikrobiologicznego badania wyższych warstw powietrza (napisana pod kierunkiem prof. Kazimierza Roupperta; promotorem był prof. Stanisław Śnieszko). Jej badania naukowe miały charakter pionierski, a napisana praca została uznana za unikatową w skali nie tylko Polski, ale i Europy.
Należała do Aeroklubu Krakowskiego, otrzymała tytuł pilota dyplomowanego. W połowie lat 30. była jedną z trzech kobiet-pilotek z wszystkich 63 pilotów (wszystkich członków Aeroklub liczył 147), a poza tym była drugą po Karolinie Iwaszkiewicz, która tam ukończyła szkolenie i samodzielnie latała. Uczestniczyła w zawodach lotniczych. W swoich pierwszych zawodach w 1936 odbyła samodzielnie lot z Białej do Krakowa. W 1938 przebywała na stałe w Warszawie. W tym roku jako jedna z pierwszych złożyła akces o zamówienie samolotu RWD-16 bis.
W 1947 przedłożyła pracę do przewodu habilitacyjnego pt. Mikrobiologiczne badania górnych warstw powietrza przy użyciu samolotu, ze szczególnym uwzględnieniem wpływów meterologicznych. W tym czasie jej badania zagadnień infekcyjnych i biologicznych powietrza były jedynymi w Polsce i Europie.
W latach 30. była określana jako „Jadwiga Pitulanka”. Potem nosiła nazwisko Michalska. Do końca życia była mężatką. Zmarła pod nazwiskiem Skrzyńska 13 marca 1950 w Lublińcu w wieku 37 lat.